# Notopleura iridescens
Notopleura iridescens är en måreväxtart som beskrevs av Charlotte M. Taylor. Notopleura iridescens ingår i släktet Notopleura och familjen måreväxter. Inga underarter finns listade i Catalogue of Life.